# Yair Ibargüen
Yair Ibargüen (Riosucio, Chocó, Colombia; 3 de mayo de 1993) es un futbolista colombiano. Juega de Defensa y su equipo es el Jarabacoa de la Liga Dominicana de Fútbol.

## Selección nacional
| Campeonato                       | Sede      | Resultado        |
| -------------------------------- | --------- | ---------------- |
| Sudamericano Sub-20 de 2013      | Argentina | Campeón          |
| Torneo Esperanzas de Toulon 2013 | Francia   | Subcampeón       |
| Copa Mundial Sub-20 de 2013      | Turquía   | Octavos de final |

## Clubes
| Club                | País                 | Año           | Partidos | Goles |
| ------------------- | -------------------- | ------------- | -------- | ----- |
| Olimpia             | Paraguay             | 2013-2014     | 1        | 0     |
| 3 de Febrero        | Paraguay             | 2014-2016     | 0        | 0     |
| Boyacá Chicó        | Colombia             | 2016-2017     | 30       | 1     |
| CD Águila           | El Salvador          | 2017-2018     | 7        | 0     |
| Club Capitán Figari | Paraguay             | 2019          |          |       |
| Atlántico FC        | República Dominicana | 2021          |          |       |
| Jarabacoa FC        | República Dominicana | 2021-presente |          |       |

## Palmarés

### Tïtulos internacionales
| Título                         | Club                         | Lugar     | Año  |
| ------------------------------ | ---------------------------- | --------- | ---- |
| Campeonato Sudamericano Sub-20 | Selección de Colombia Sub-20 | Argentina | 2013 |